# آیین بوگومیل

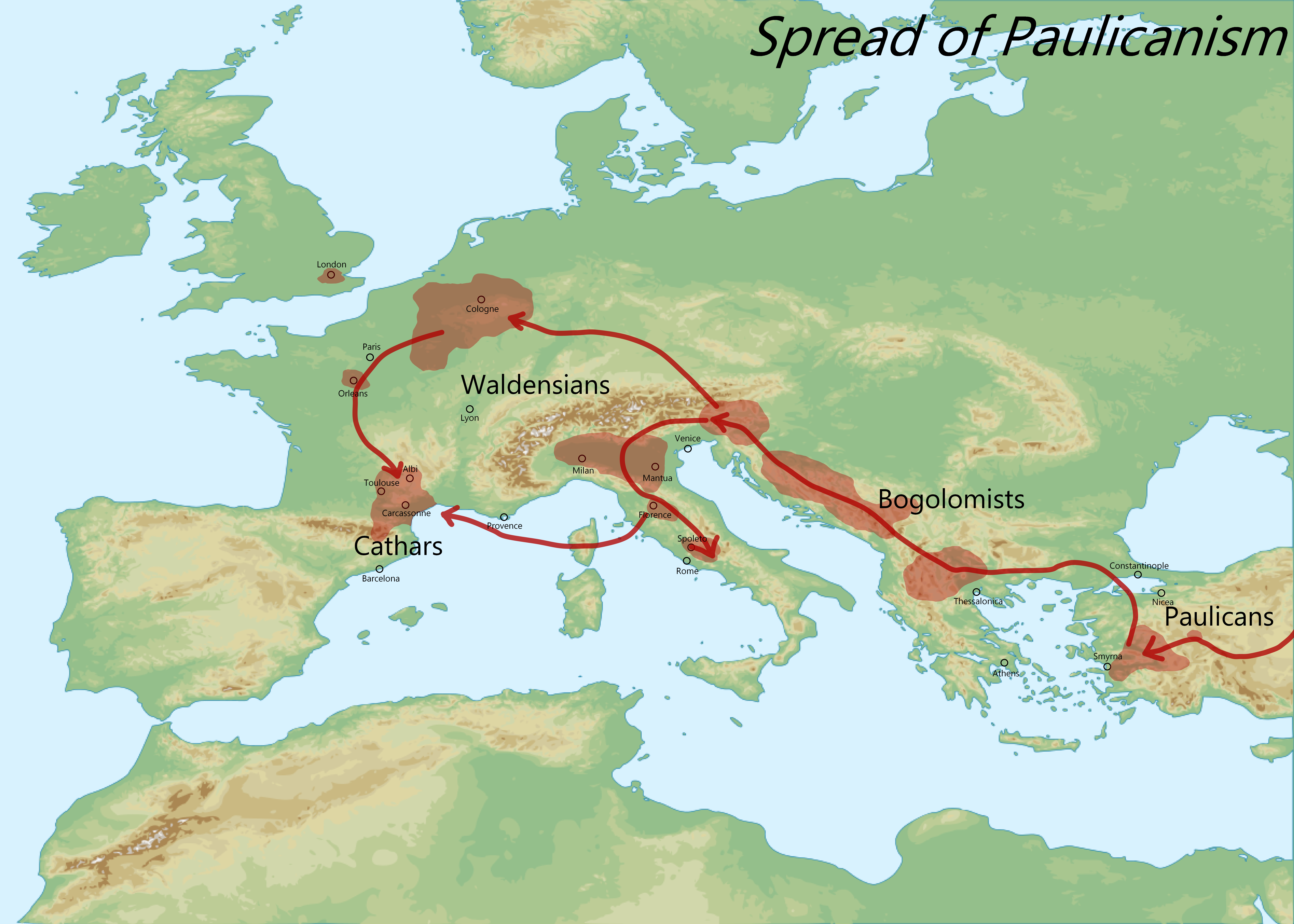
نقشهٔ پراکندگی بوغومیلیه، در نقشه ورود پولیسیان‌ها به بلغارستان و سپس مسیر پراکندگی اندیشهٔ بوغومیلیه نمایش داده‌شده‌است. (سده‌های ۱۰ تا ۱۵ میلادی)

آیین بوگومیل (به بلغاری: Богомилство) نام فرقه‌ای مانوی با جنبه‌های عرفانی و دوگانه‌باور بود. اندیشهٔ بوگومیل‌باوران از آمیزش باورهای پولس‌گرایی ارمنی و کلیسای ارتدکس بلغار پدید آمده‌بود که در سال های ۹۲۷ تا ۹۷۰ میلادی به عنوان یک اندیشه اصلاحی در بلغارستان پدید آمد و در میان روس‌های کیفی، امپراتوری بیزانس، کرواسی، بوسنی، صربستان، ایتالیا و فرانسه پخش شد.
بوگومیل‌باوران هم به اینکه عیسی پسر خداوند است باور داشتند و هم دیدگاه‌های مانوی را. این گروه نام خود را از یک کشیش به نام بوگومیل که دانا به اندیشه‌های مانی بود و در زمان پتر یکم امپراتور بلغارستان در سدهٔ دهم میلادی می‌زیست وام گرفته‌اند.